# Stavba roku Královéhradeckého kraje
Stavba roku Královéhradeckého kraje je architektonická soutěž, jejímž vyhlašovatelem soutěže je Královéhradecký kraj, a to ve spolupráci s Českou komorou autorizovaných inženýrů a techniků činných ve výstavbě, Českým svazem stavebních inženýrů, Českou komorou architektů, Svazem podnikatelů ve stavebnictví a pod záštitnou Ministerstva průmyslu a obchodu ČR (stav 2025).
První ročník proběhl v roce 2004.

## Výsledky

### 2024
- stavba roku: Multifunkční fotbalový stadion Hradec Králové
- cena Ministerstva průmyslu a obchodu ČR: Cihlovka 2, bytový dům v Hradci Králové
- čestné uznání:
  - Centrum komplexní rehabilitace Lázně Bělohrad
  - Spolkový dům Náchod
  - Stavební úpravy a přístavba objektu bývalého kláštera paulánů Nová Paka (komunitní centrum a denní stacionář)

- zvláštní cena poroty: rekonstrukce Červeného mostu v Žernově[2][3][4][5]

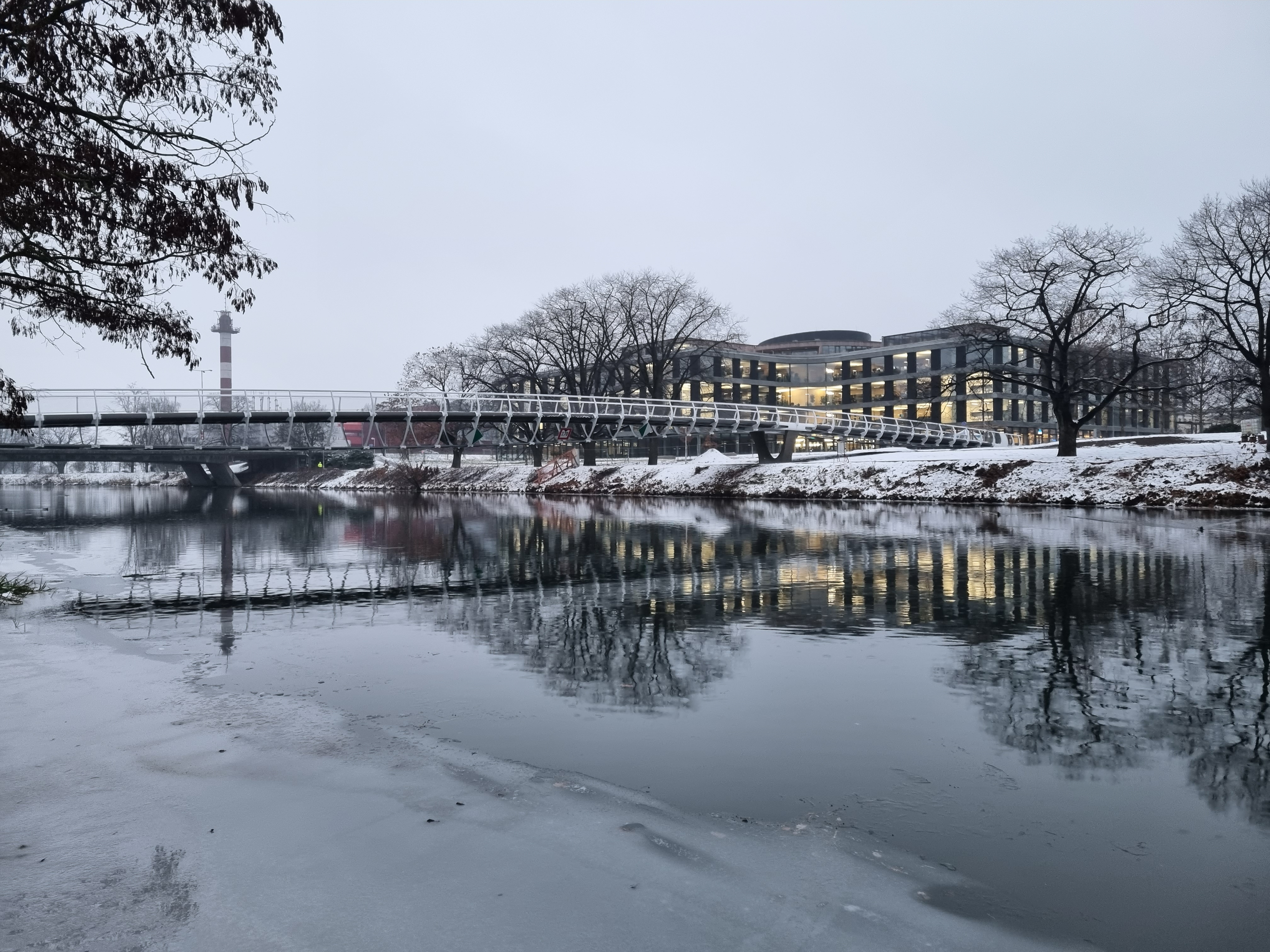
Lávka u Aldisu

### 2023
- stavba roku (absolutní vítěz): Centrum současného umění EPO 1 v Trutnově
- stavba roku (kategorie občanské a bytové stavby): Centrum současného umění EPO 1 v Trutnově
- stavba roku (kategorie dopravní a inženýrské stavby): lávka přes Labe u Aldisu, Hradec Králové
- cena Ministerstva průmyslu a obchodu ČR (kategorie občanské a bytové stavby): novostavba čtyř viladomů v ulici Mírová v Dobrušce
- čestné uznání (kategorie občanské a bytové stavby): Centrum komplexní odborné podpory pro klienty se sluchovým postižením při VOŠ, SŠ, ZŠ a MŠ Štefánikova, Hradec Králové
- zvláštní cena poroty (kategorie občanské a bytové stavby): Kulturní dům Kvasiny
- čestné uznání (kategorie dopravní a inženýrské stavby): revitalizace Husova náměstí v České Skalici[6][7][8][9]

### 2022
- stavba roku: Domov pro seniory s komplexními službami v areálu Nemocnice Opočno
- čestné uznání: II/321 Černíkovice – Domašín, obchvat
- čestné uznání: Rezidence Nerudovka, Nové Město nad Metují
- cena Ministerstva průmyslu a obchodu ČR: Cihlovka 1, Hradec Králové
- zvláštní cena poroty: Základní škola Černíkovice (pasivní stavba)[10]

### 2021
- stavba roku: rekonstrukce budovy bývalého kina, Rychnov nad Kněžnou
- čestné uznání: stavba restaurantu Lemur a Safari pivovaru
- čestné uznání: stavební úpravy a přístavba za účelem zřízení odborných učeben a laboratoří pro výuku přírodovědných předmětů a matematiky při biskupském gymnáziu Bohuslava Balbína, Hradec Králové
- čestné uznání: Sportovní park U svatých – Holohlavy
- čestné uznání: Rekonverze tubusu větrné elektrárny s transformovnou na rozhledu s turistickým infocentrem, Nový Hrádek
- zvláštní cena poroty: rekonstrukce kaple sv. Josefa, Slavětín[11]

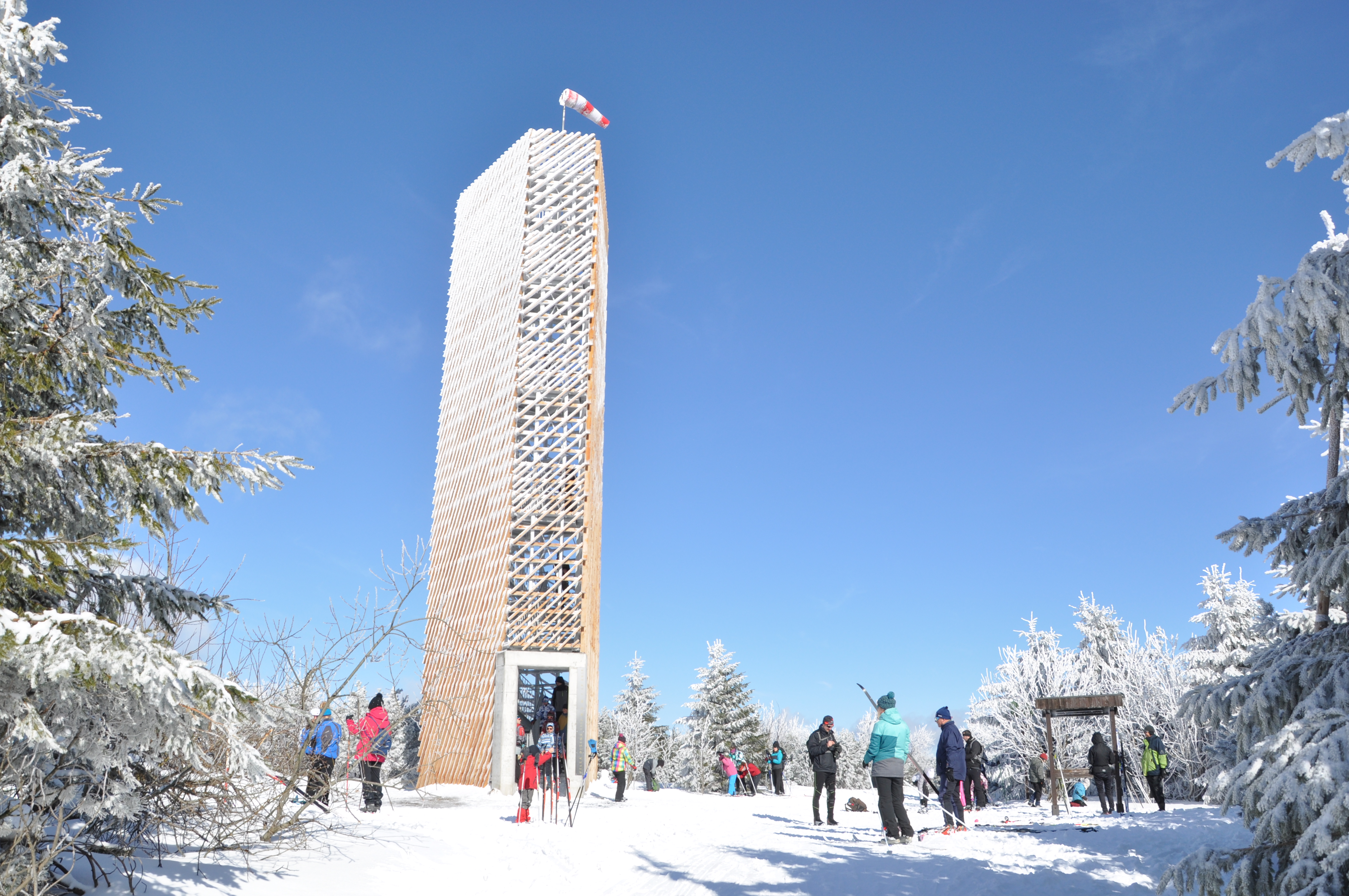
Rozhledna na Velké Deštné

### 2020
- stavba roku: rozhledna Velká Deštná
- čestné uznání: revitalizace budovy Muzea východních Čech v Hradci Králové
- čestné uznání: rekonstrukce kina Biograf Český ráj, Jičín
- čestné uznání: schodiště Bono publico, Hradec Králové
- čestné uznání: rekonstrukce mostu M3 v safari ve Dvoře Králové
- zvláštní cena poroty: nástavba, přístavba a stavební úpravy základní školy v Dobřanech[11]

### 2019
- stavba roku: smuteční síň, Broumov
- čestné uznání: energeticky aktivní administrativní budova, Náchodská ulice, Nové Město nad Metují
- zvláštní cena poroty: Dřevěnka, Úpice[11]

### 2018
- stavba roku: stavební úpravy stávající výrobní haly J v areálu firmy Petrof
- stavba roku: Stezka korunami stromů Krkonoše
- čestné uznání: revitalizace trati Trutnov – Teplice nad Metují
- čestné uznání: Přírodovědecká fakulta Univerzita Hradec Králové (novostavba)
- čestné uznání: rekonstrukce areálu bývalé evangelické školy pro potřeby obecního úřadu a knihovny obce Běleč nad Orlicí[12]

### 2017
- stavba roku: Generel Wikov Hronov
- čestné uznání: centrum pro integraci osob se zdravotním postižením Hradec Králové
- čestné uznání: most přes Metuji, Náchod-Běloves
- čestné uznání: technologické, vývojové a administrativní centrum Servisbal Dobruška
- čestné uznání: Galerie moderního umění v Hradci Králové
- zvláštní cena poroty: Centrum přírodních věd – hvězdárna Jičín
- zvláštní cena poroty: výrobna astaxanthinu v Mostku u Dvora Králové[11]

### 2016
- stavba roku: vzdělávací a kulturní centrum Broumov, revitalizace kláštera
- stavba roku: novostavba pekárny Beas, Choustníkovo Hradiště
- čestné uznání: Kuks – Granátové jablko
- čestné uznání: Congres & wellness centrum, Broumov
- čestné uznání: výukové a výzkumné centrum UK v Hradci Králové – I. etapa
- zvláštní cena poroty: elektrárna Mostek (přestavba)
- zvláštní cena poroty: rekonstrukce Bílé věže v Hradci Králové[11]

### 2015
- stavba roku: přestavba bývalé cihelny na objekt centra výuky výrobních postupů, Hradec Králové – Svobodné Dvory
- stavba roku: digitální planetárium v Hradci Králové
- čestné uznání: novostavby rodinného domu, Vysoká nad Labem
- čestné uznání: revitalizace továrny Vertex na centrum celoživotního vzdělávání, Hradec Králové
- zvláštní cena poroty: nízkoenergetický dům Zilvar, Lodín-Janatov[11]

### 2014
- stavba roku: Elada, víceúčelové centrum církve bratrské v Bystrém
- stavba roku: Krkonošské centrum environmentálního vzdělávání „Krtek“, Vrchlabí
- čestné uznání: rekonstrukce a dostavba objektu společnosti Level v Náchodě
- čestné uznání: rozhledna Milíř, Vysoká nad Labem
- zvláštní cena poroty: Bike Tower, Hradec Králové[11]

### 2013
- stavba roku (kategorie domy pro bydlení): rodinný dům 1601, Nové Město nad Metují
- stavba roku (kategorie dopravní stavby): lávka pro pěší a cyklisty u Jiráskových sadů (přes Orlici u zimního stadionu), Hradec Králové
- stavba roku (kategorie stavby občanské vybavenosti): rekonstrukce a přístavba domu U Špuláků, Hradec Králové
- čestné uznání: retenční stoka DN 22000, ulice Dvorská, Hradec Králové
- čestné uznání: sporthotel Davídek, Trutnov
- čestné uznání: neurologická klinika Fakultní nemocnice Hradec Králové[11]

### 2012
- stavba roku: Novostavba domova důchodců, Albrechtice nad Orlicí
- čestné uznání: Boromeum residence, Hradec Králové
- čestné uznání: přístavba vývojové centra HST Technologic s.r.o., Vrchlabí
- čestné uznání: rekonstrukce zimního stadionu v Jičíně[11]

### 2011
- stavba roku: Společenské centrum Trutnovska pro kulturu a volný čas
- stavba roku: 12 atriových řadových rodinných domků Kvasiny Jih, Zámecká
- čestné uznání: Divadlo Drak v komplexu Tereziánský Dvůr, Hradec Králové
- čestné uznání: obytný soubor „Za Terronicem“ v Hradci Králové (bytový dům A a B)
- čestné uznání: obnova městské památkové rezervace v Jičíně
- čestné uznání: Penzion 14 – přestavba měšťanského domu v historické části města na penzion, Hostinné
- čestné uznání: česko-polské infocentrum v Broumově[11]

### 2010
- stavba roku: Hotel Grund Resort Golf & Ski, Mladé Buky
- čestné uznání: rodinný dům, Seidlerova ulice, Hradec Králové
- čestné uznání: stavební úpravy fary Hněvčeves
- čestné uznání: stavební úpravy teras Kozinka, Hradec Králové
- čestné uznání: vakuová dílna PZP a.s., Dobré[11]

### 2009
- stavba roku (kategorie domy pro bydlení a rodinné domy): viladům Na sluneční stráni, Černá Hora, Krkonoše
- stavba roku (kategorie stavby občanské vybavenosti): novostavba psychiatrické kliniky, Fakultní nemocnice Hradec Králové
- stavba roku (kategorie dopravní a inženýrské stavby): terminál hromadné dopravy, Hradec Králové
- čestné uznání (kategorie domy pro bydlení a rodinné domy): bytové domy Třebeš, Hradec Králové
- čestné uznání (kategorie domy pro bydlení a rodinné domy): rodinná vila v Hradci Králové, Slezské Předměstí
- čestné uznání (kategorie stavby občanské vybavenosti): fakulta informatiky a managementu, Univerzita Hradec Králové
- čestné uznání (kategorie stavby občanské vybavenosti): plastiky, Gayerova kasárna, Hradec Králové
- čestné uznání (kategorie dopravní a inženýrské stavby): I/31 ulice Okružní v Hradci Králové, protihluková stěna – II. etapa[11]

### 2008
- stavba roku (kategorie domy pro bydlení a rodinné domy): bytový dům Jičín 11.2
- stavba roku (kategorie stavby občanské vybavenosti): novostavba mateřské školy Tyršovy sady, Hostinné
- stavba roku (kategorie dopravní a inženýrské stavby): odbahnění rybníka v Prkenném Dole, výstavba rybího přechodu
- čestné uznání (kategorie domy pro bydlení a rodinné domy): dům sociálních služeb pro seniory Kropáčka
- čestné uznání (kategorie domy pro bydlení a rodinné domy): bytové domy na Sluneční stráni, Janské Lázně
- čestné uznání (kategorie stavby občanské vybavenosti): administrativní centrum Královéhradeckého kraje
- čestné uznání (kategorie stavby občanské vybavenosti): rekonstrukce studia Beseda, Hradec Králové
- čestné uznání (kategorie dopravní a inženýrské stavby): modernizace mostu Pěčín[11]

### 2007
- stavba roku (kategorie domy pro bydlení a rodinné domy): rodinná vila s přístavbou a biotopem, Nové Město nad Metují
- stavba roku (kategorie stavby občanské vybavenosti): fasáda a chlazená objektu VČE, a.s. Hradec Králové
- stavba roku (kategorie dopravní a inženýrské stavby): Lanová dráha Černohorský expres Janské Lázně – Černá hora
- čestné uznání (kategorie domy pro bydlení a rodinné domy): bytový dům Nad Biřičkou, Nový Hradec Králové
- čestné uznání (kategorie stavby občanské vybavenosti): Základní škola K. V. Raise, Lázně Bělohrad
- čestné uznání (kategorie dopravní a inženýrské stavby): okružní křižovatka, Kostelec nad Orlicí[11]

### 2006
- stavba roku (kategorie domy pro bydlení a rodinné domy): obytný soubor Plachta sever, Hradec Králové – 1. etapa výstavby
- stavba roku (kategorie stavby občanské vybavenosti): rekonstrukce a dostavba školského areálu Rokytnice v Orlických horách
- stavba roku (kategorie dopravní a inženýrské stavby): most přes Orlici, Zemská brána
- čestné uznání (kategorie domy pro bydlení a rodinné domy): viladům Kluky, Hradec Králové
- čestné uznání (kategorie domy pro bydlení a rodinné domy): novostavba objektu pro bydlení „Michael“ Špindlerův Mlýn
- čestné uznání (kategorie stavby občanské vybavenosti): výukové centrum LF UK Hradec Králové
- čestné uznání (kategorie stavby občanské vybavenosti): sdružený sportovní areál Hořice v Podkrkonoší
- čestné uznání (kategorie dopravní a inženýrské stavby): modernizace lanových drah Hromovka a Labská, Špindlerův Mlýn[11]

### 2005
- stavba roku (kategorie domy pro bydlení a rodinné domy): bytový dům „Bezručova ulice“ Hradec Králové – Pražské Předměstí
- stavba roku (kategorie stavby občanské vybavenosti): Klicperovo divadlo, rekonstrukce hlediště, Hradec Králové
- stavba roku (kategorie dopravní a inženýrské stavby): silniční přeložka Vamberk
- stavba roku (kategorie stavby pro průmysl a zemědělství): tiskárna společnosti AG-TYP, Kostelec nad Orlicí
- čestné uznání (kategorie domy pro bydlení a rodinné domy): dostavba sídliště Zálabí Sever II, Dvůr Králové nad Labem
- čestné uznání (kategorie stavby občanské vybavenosti): pavilon slonů, Zoo Dvůr Králové
- čestné uznání (kategorie stavby občanské vybavenosti): rekonstrukce pivovaru a vestavba zábavního centra Dobruška
- čestné uznání (kategorie dopravní a inženýrské stavby): rekonstrukce I/14, Úpice – Batňovice[11]

### 2004
- stavba roku (kategorie domy pro bydlení a rodinné domy): obytný prostor Turinského, Foersterova, Veverkova ul., Hradec Králové
- stavba roku (kategorie stavby občanské vybavenosti): rekonstrukce a dostavba porodnicko-gynekologické kliniky v areálu Fakultní nemocnice Hradec Králové
- stavba roku (kategorie stavby pro průmysl a zemědělství): stavební úprava a přístavba výrobního závodu KIMBERLY-CLARK a. s. Jaroměř, projekty „Caesar“ a „Brutus“
- čestné uznání (kategorie domy pro bydlení a rodinné domy): rodinný dům, Spy, Nové Město nad Metují
- čestné uznání (kategorie stavby občanské vybavenosti): hotel Panorama, Rychnov nad Kněžnou
- čestné uznání (kategorie stavby občanské vybavenosti): rekonstrukce a dostavba základní školy Komenského, Trutnov
- čestné uznání (kategorie dopravní a inženýrské stavby): hromadné garáže, Jungmannova ulice, Hradec Králové[11]